# Entega Grand Prix

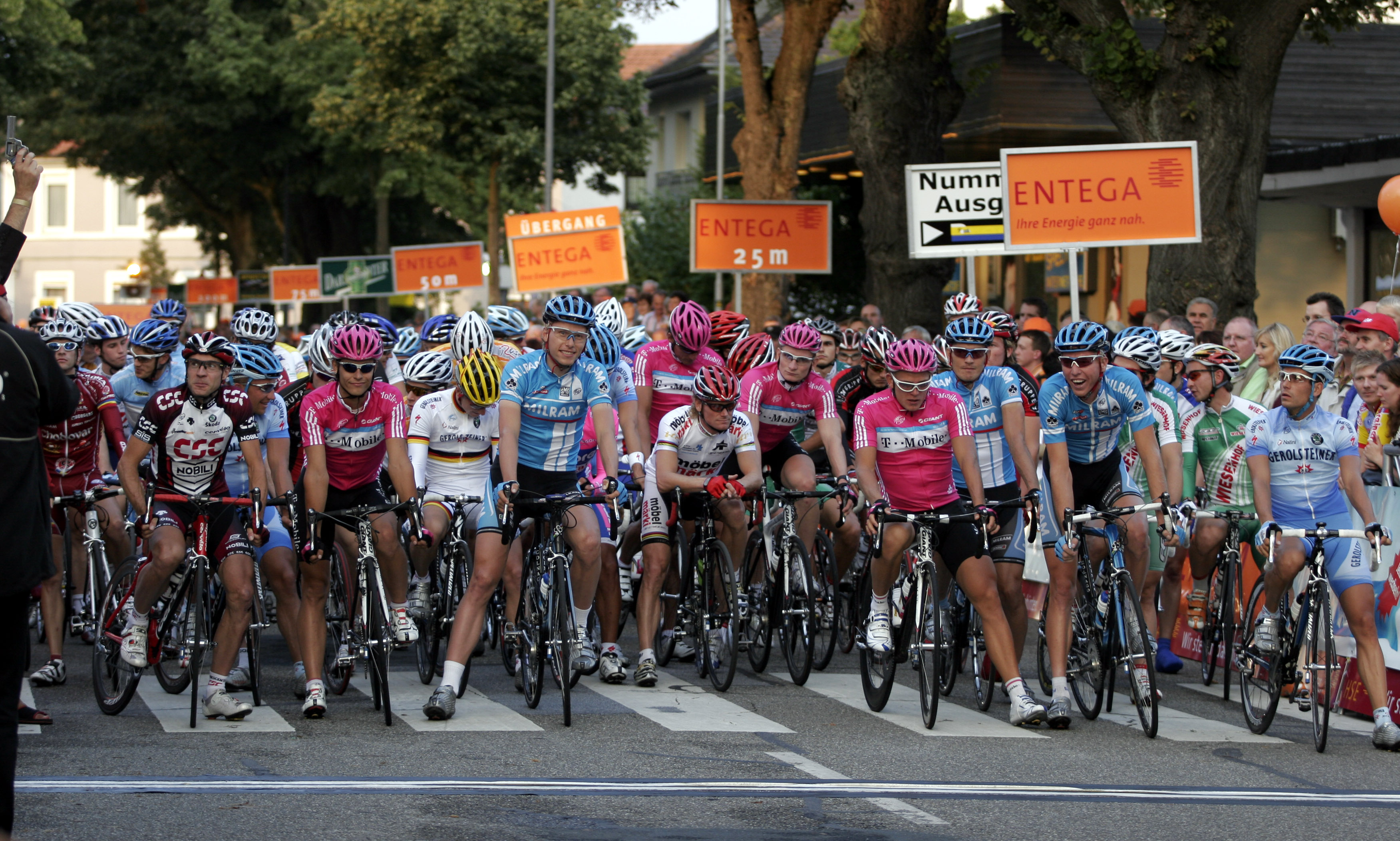
Der Start zum Entega Grand Prix 2007

Der Entega Grand Prix war ein Rundstreckenrennen für Radrennfahrer, das von 2001 bis 2007 jährlich in den südhessischen Orten Einhausen, Heppenheim und Lorsch auf einem 900 m langen Rundkurs, ausgetragen wurde. Die Fahrer absolvierten in Lorsch 85 Runden (=76,5 km).
Die Veranstalter legten nach eigenen Angaben großen Wert auf die Teilnahme von „sauberen Fahrern“, das heißt Radprofis, die in keine Dopingskandale verwickelt waren oder sind. So wurde 2007 beispielsweise der Vertrag mit Erik Zabel – Gewinner des Entega Grand Prix 2001 – aufgrund seines Dopinggeständnisses vom Veranstalter gekündigt.
Im Rahmenprogramm der Veranstaltung fanden vor dem Hauptrennen auch Wettbewerbe für
- Junioren
- Handbiker (elf Runden)
- Inline-Speedskater (30 Minuten plus eine Runde)
- ein Volkslauf über sechs Runden (5,4 km) und
- ein Prominentenfahren

statt.
Die Entega, Hauptsponsor der Veranstaltung, ist ein Tochterunternehmen der Hessischen Elektrizitäts-AG. Veranstalter des Entega Grand Prix war der ehemalige Radrennfahrer Algis Oleknavicius.
| Jahr | Sieger          | 2. Platz       | 3. Platz            | Austragungsort |
| ---- | --------------- | -------------- | ------------------- | -------------- |
| 2001 | Erik Zabel      | Dirk Schumann  | Andreas Walzer      | Einhausen      |
| 2002 | Scott McGrory   | Sven Bauer     | Frank Kowatschitsch | Einhausen      |
| 2003 | Danilo Hondo    | Andreas Kappes | Sven Bauer          | Einhausen      |
| 2004 | Jan Ullrich     | Jens Voigt     | Patrick Sinkewitz   | Heppenheim     |
| 2005 | Jan Ullrich     | Markus Fothen  | Linus Gerdemann     | Lorsch         |
| 2006 | Jens Voigt      | Andreas Klöden | Erik Zabel          | Lorsch         |
| 2007 | Linus Gerdemann | Fabian Wegmann | Daniele Bennati     | Lorsch         |

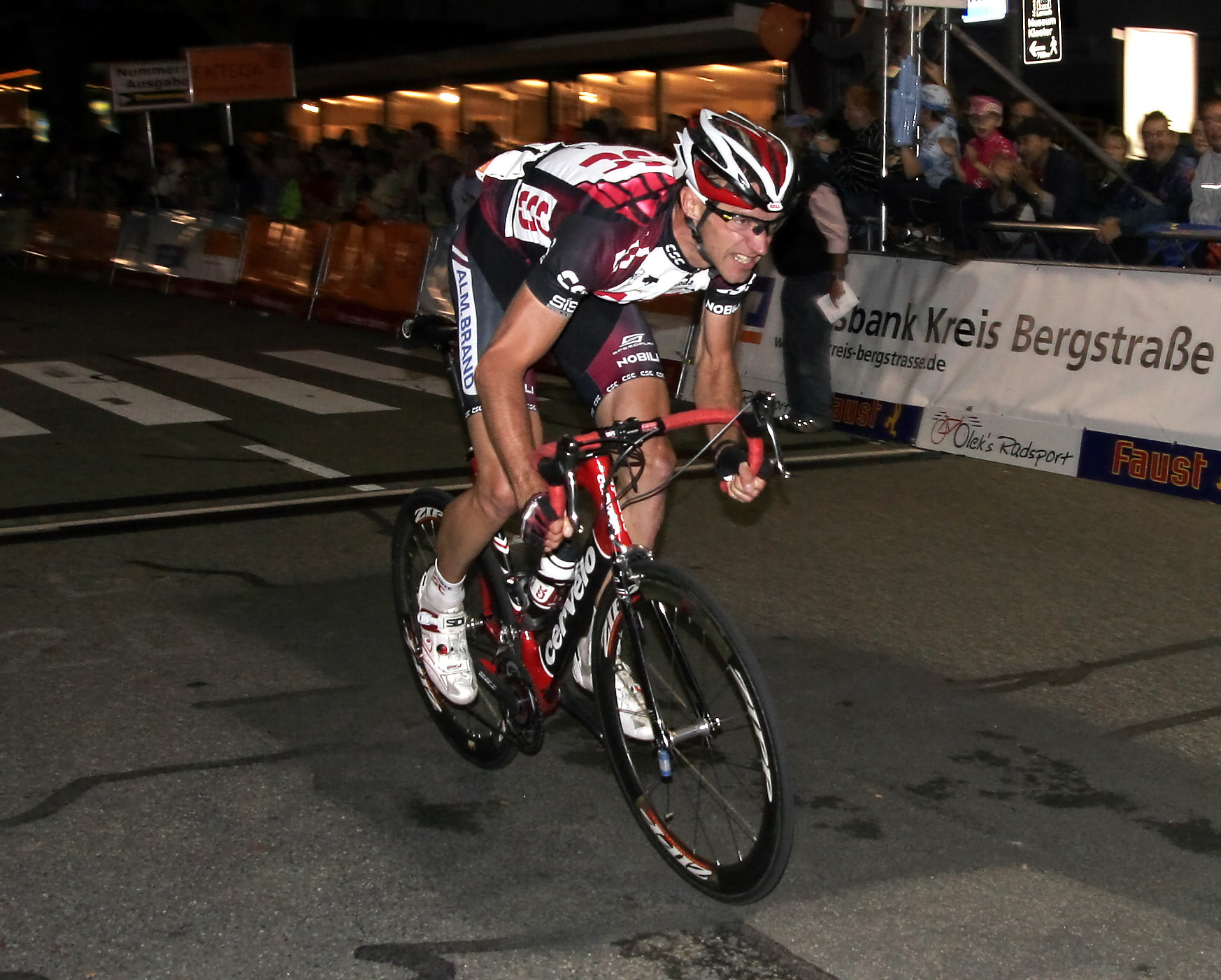
Jens Voigt nach Einbruch der Dunkelheit
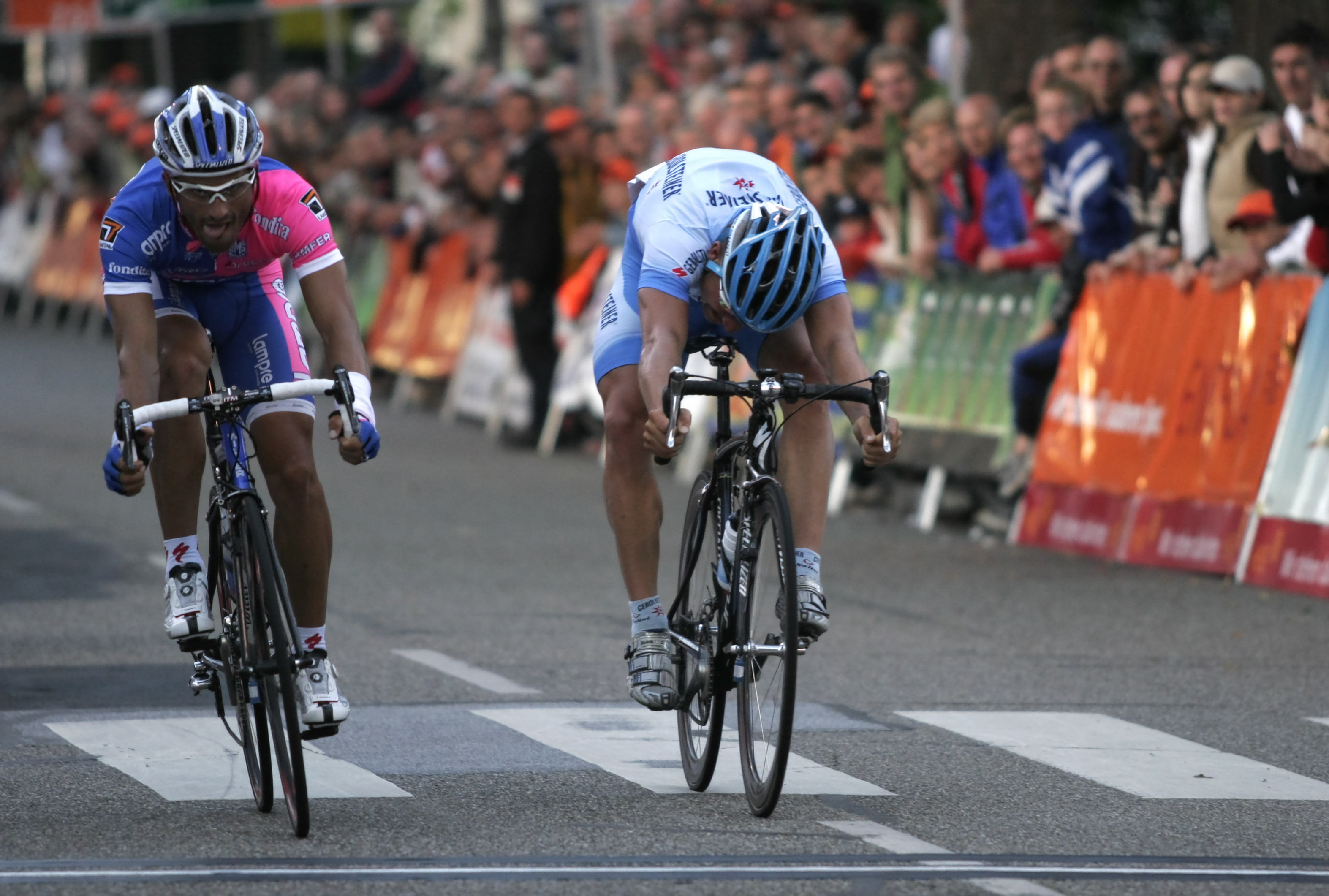
Tigersprung von Robert Förster (Bildmitte), bei einer Sprintwertung gegen Daniele Bennati
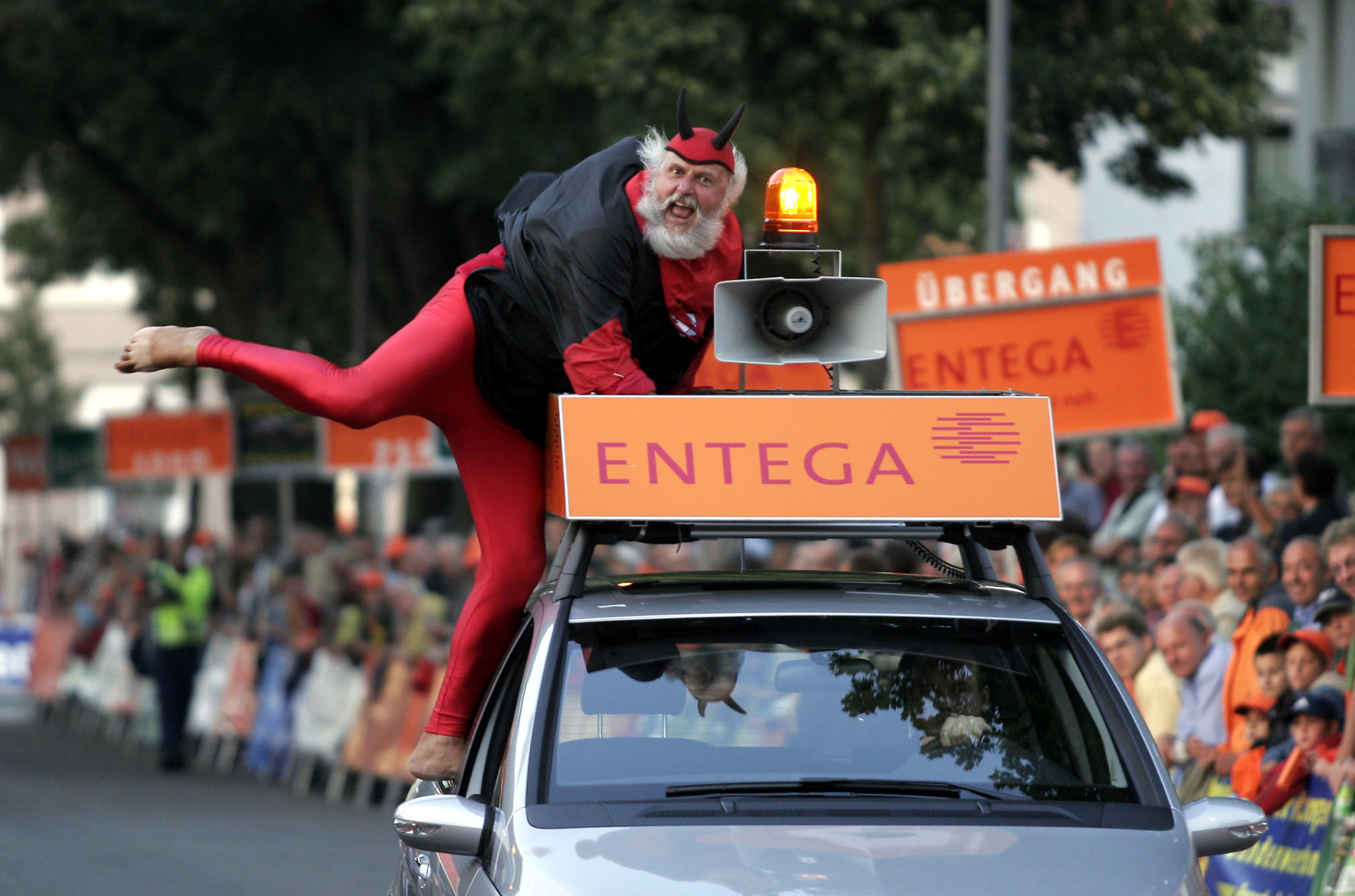
Tourmaskottchen Didi Senft auf einem Streckenwagen
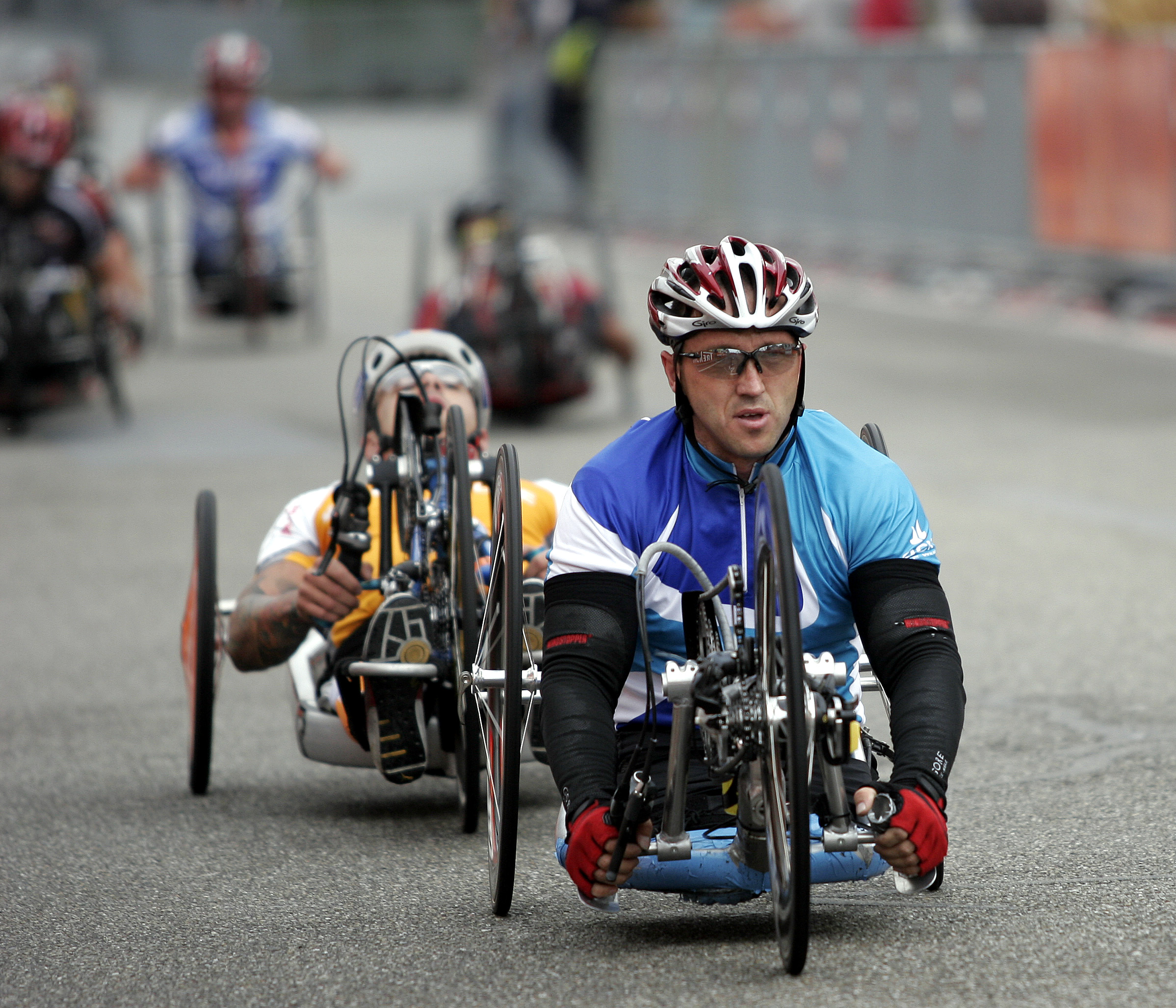
Handbike-Rennen im Rahmenprogramm der Veranstaltung
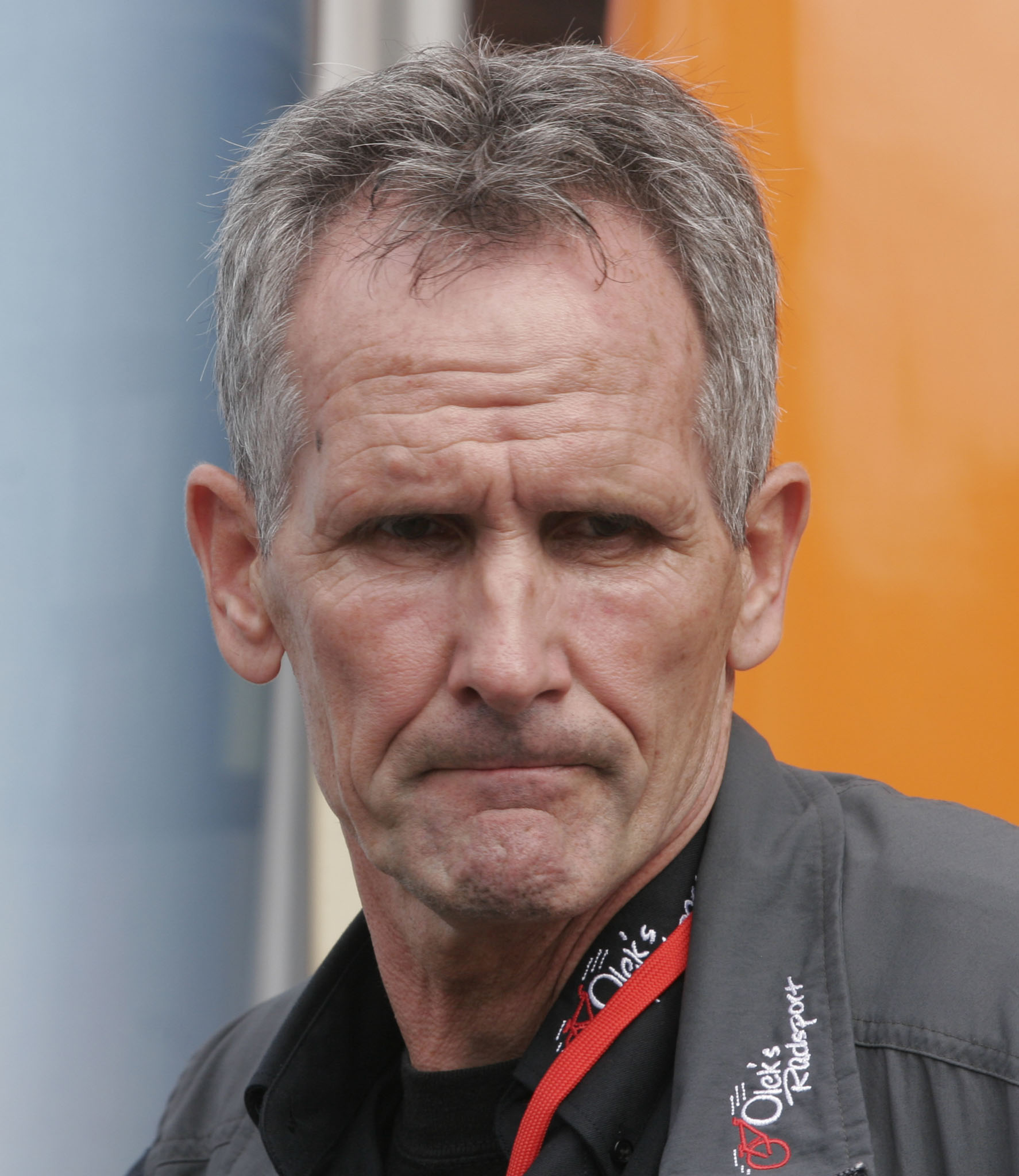
Veranstalter Algis Oleknavicius